# Lista de naufrágios ocorridos nos mares dos Açores
Esta é uma lista de naufrágios ocorridos nos mares dos Açores.

## século XVI
1. 1522 – Naufrágio de uma embarcação nos mares dos Açores cujo nome e o local do naufrágio é desconhecido pelos anais da história.
2. 1542 – Naufrágio da nau cognominada Grifo, capitaneada por Baltazar Jorge.[1]
3. 1549 – Naufrágio de uma embarcação nos mares dos Açores cujo nome e o local do naufrágio é desconhecido pelos anais da história.
4. 1550 – (1.º) Naufrágio de uma embarcação nos mares dos Açores cujo nome e o local do naufrágio é desconhecido pelos anais da história.
5. 1550 – (2.º ) Naufrágio de uma embarcação nos mares dos Açores cujo nome e o local do naufrágio é desconhecido pelos anais da história.
6. 1551 – (1.º ) Naufrágio de uma embarcação nos mares dos Açores cujo nome e o local do naufrágio é desconhecido pelos anais da história.
7. 1552 – (2.º ) Naufrágio de uma embarcação nos mares dos Açores cujo nome e o local do naufrágio é desconhecido pelos anais da história.
8. 1552 – (3.º ) Naufrágio de uma embarcação nos mares dos Açores cujo nome e o local do naufrágio é desconhecido pelos anais da história.
9. 1552 – (4.º ) Naufrágio de uma embarcação nos mares dos Açores cujo nome e o local do naufrágio é desconhecido pelos anais da história.
10. 1553 – Naufrágio de uma embarcação nos mares dos Açores cujo nome e o local do naufrágio é desconhecido pelos anais da história.
11. 1554 – (1.º) Naufrágio de um galão de nacionalidade espanhola da frota de Juan Tello de Guzman.
12. 1554 – (2.º) Naufrágio de um galão de nacionalidade espanhola da frota de Juan Tello de Guzman.
13. 1555 - Naufrágio da nau Assumpção, comandada por Jácome de Melo.[2]
14. 1555 - Naufrágio da nau alcunhada de Algarvia Velha, acabada de chegar das Índias.[3]
15. 1556 - (1 de Março), naufrágio de uma galé inglesa Europe, que encalha na Prainha.
16. 1556 -  (6 de Agosto) -  Naufrágio da nau Nossa Senhora da Vitória, da Carreira das Índias.[4]
17. 1556 - (6 de Agosto) - Naufrágio da nau Nossa Senhora da Assunção, Carreira das Índias.[4]
18. 1557 - 14 de Novembro, naufrágio na Ponta da Queimada do patacho Abrigada.
19. 1558 – Naufrágio de uma embarcação nos mares dos Açores cujo nome e o local do naufrágio é desconhecido pelos anais da história.
20. 1560 – (1.º) Naufrágio de 1560, de uma embarcação nos mares dos Açores cujo nome e o local do naufrágio é desconhecido pelos anais da história.
21. 1560 – (2.º) Naufrágio de uma embarcação nos mares dos Açores cujo nome e o local do naufrágio é desconhecido pelos anais da história.
22. 1560 – (3.º) Naufrágio de uma embarcação nos mares dos Açores cujo nome e o local do naufrágio é desconhecido pelos anais da história.
23. 1560 – (4.º) Naufrágio de uma embarcação nos mares dos Açores cujo nome e o local do naufrágio é desconhecido pelos anais da história.
24. 1563 – (1.º) Naufrágio do ano de 1563, de uma embarcação nos mares dos Açores cujo nome e o local do naufrágio é desconhecido pelos anais da história.
25. 1563 – (2.º) Naufrágio de uma embarcação nos mares dos Açores cujo nome e o local do naufrágio é desconhecido pelos anais da história.
26. 1564 – (1.º) Naufrágio do ano de 1564, de uma embarcação nos mares dos Açores cujo nome e o local do naufrágio é desconhecido pelos anais da história.
27. 1564 – (2.º) Naufrágio de uma embarcação nos mares dos Açores cujo nome e o local do naufrágio é desconhecido pelos anais da história.
28. 1566 – Naufraga nos mares dos Açores de uma nau com 300 toneis de capacidade e com cerca de 60.000 cruzados a bordo.
29. 1567 – Naufrágio de uma embarcação nos mares dos Açores cujo nome e o local do naufrágio é desconhecido pelos anais da história.
30. 1586 – (1.º) Naufrágio do ano de 1586 de uma embarcação nos mares dos Açores cujo nome e o local do naufrágio é desconhecido pelos anais da história.
31. 1586 – (2.º) Naufrágio de uma embarcação nos mares dos Açores cujo nome e o local do naufrágio é desconhecido pelos anais da história.
32. 1586 – (3.º) Naufrágio de uma embarcação nos mares dos Açores cujo nome e o local do naufrágio é desconhecido pelos anais da história.
33. 1588 – (1.º) Naufrágio do ano de 1588 de uma embarcação nos mares dos Açores cujo nome e o local do naufrágio é desconhecido pelos anais da história.
34. 1588 – (2.º) Naufrágio de uma embarcação nos mares dos Açores cujo nome e o local do naufrágio é desconhecido pelos anais da história.
35. 1592 – Naufrágio de uma embarcação nos mares dos Açores cujo nome e o local do naufrágio é desconhecido pelos anais da história.
36. 1593 – (1.º) Naufrágio do ano de 1593 de uma embarcação nos mares dos Açores cujo nome e o local do naufrágio é desconhecido pelos anais da história.
37. 1593 – (2.º) Naufrágio de uma embarcação nos mares dos Açores cujo nome e o local do naufrágio é desconhecido pelos anais da história.
38. 1593 – (3.º) Naufrágio de uma embarcação nos mares dos Açores cujo nome e o local do naufrágio é desconhecido pelos anais da história.
39. 1593 – (4.º) Naufrágio de uma embarcação nos mares dos Açores cujo nome e o local do naufrágio é desconhecido pelos anais da história.

## século XVII
1. 1604 – Naufrágio de uma embarcação nos mares dos Açores cujo nome e o local do naufrágio é desconhecido pelos anais da história.
2. 1605 –  Naufrágio  da nau portuguesa sob o comando do Capitão Manuel Barreto Rolim.
3. 1606 – Naufrágio da nau São Jacinto, embarcação da Carreira da Índia e provinda de Goa.
4. 1606 – Naufrágio de uma embarcação nos mares dos Açores cujo nome e o local do naufrágio é desconhecido pelos anais da história.
5. 1606 - Naufrágio de um navio de aviso espanhol, ao lago da ilha de Santa Maria.
6. 1608 – Naufrágio da nau espanhola de nome capitânia de Armada de D. Juan de Salas Valdes.
7. 1610 – Naufrágio de uma embarcação nos mares dos Açores cujo nome e o local do naufrágio é desconhecido pelos anais da história.
8. 1614 – Naufrágio de uma embarcação nos mares dos Açores cujo nome e o local do naufrágio é desconhecido pelos anais da história.
9. 1625 – Naufrágio de uma embarcação nos mares dos Açores cujo nome e o local do naufrágio é desconhecido pelos anais da história.
10. 1629 – Naufrágio de uma embarcação nos mares dos Açores cujo nome e o local do naufrágio é desconhecido pelos anais da história.
11. 1633 – Naufrágio de uma embarcação nos mares dos Açores cujo nome e o local do naufrágio é desconhecido pelos anais da história.
12. 1634 - (16 de Maio) naufraga nas cercanias da ilha de Santa Maria a caravela Santo António que vinha da Índia.
13. 1642 – Afundamento da embarcação comercial carregada de mantimentos que foi “apanhada” pelos espanhóis sitiados na Fortaleza de São João Baptista durante a Guerra da Restauração. Foi afundada pela acção conjunto do mau tempo e pelo bombardeamento da artilharia portuguesa para evitar que os espanhóis adquirissem os mantimentos.
14. 1644 – (1.º) Naufrágio do ano de 1644 de uma embarcação nos mares dos Açores cujo nome e o local do naufrágio é desconhecido pelos anais da história, tratava-se de um galeão proveniente do Brasil.
15. 1644 – (2.º) Naufrágio de uma embarcação nos mares dos Açores cujo nome e o local do naufrágio é desconhecido pelos anais da história, tratava-se igualmente de um galeão proveniente do Brasil.
16. 1644 – (3.º) Naufrágio de uma embarcação nos mares dos Açores cujo nome e o local do naufrágio é desconhecido pelos anais da história, tratava-se igualmente de um galeão proveniente do Brasil.
17. 1649 - 12 de Fevereiro – Naufrágio de 1.º navio (de um total de 4) proveniente do Brasil.
18. 1649 - 12 de Fevereiro – Naufrágio de 2.º navio proveniente do Brasil.
19. 1649 - 12 de Fevereiro – Naufrágio 3.º navio proveniente do Brasil.
20. 1649 - 12 de Fevereiro – Naufrágio 4.º navio proveniente do Brasil. Tendo em atenção a data. Foi certamente pela acção do mau tempo. São os 4 referidos por [5]
21. 1650 – Naufrágio da nau Santo António, vinda de São Cristóvão, salvando-se a mercadoria.
22. 1651 – Naufrágio da embarcação de origem inglesa Constant Reformation.
23. 1651 - Naufrágio do São Pantaleão, Algures próximo de Ponta Delgada, ilha de São Miguel.[6]
24. 1654 – Naufrágio na Baía da Praia da Vitória da então ainda Vila da Praia do galeão português de 600 toneladas, São Pedro de Hamburgo, que vinha do Brasil. Salvou-se parte da carga e parte da artilharia.
25. 1663 – 1.º Naufrágio de 1 navio de uma frota de 11 que provinha do Brasil, foi o maior desastre de que há registo ocorrido na Baía de Angra, por acção duma tempestade. Fora o que deu à costa, a carga perdeu-se.
26. 1663 – 2.º Naufrágio de 1 navio de uma frota de 11 que provinha do Brasil.
27. 1663 – 3.º Naufrágio de 1 navio de uma frota de 11 que provinha do Brasil.
28. 1663 – 4.º Naufrágio de 1 navio de uma frota de 11 que provinha do Brasil.
29. 1663 – 5.º Naufrágio de 1 navio de uma frota de 11 que provinha do Brasil.
30. 1663 – 6.º Naufrágio de 1 navio de uma frota de 11 que provinha do Brasil.
31. 1663 – 7.º Naufrágio de 1 navio de uma frota de 11 que provinha do Brasil.
32. 1663 – 8.º Naufrágio de 1 navio de uma frota de 11 que provinha do Brasil.
33. 1663 – 9.º Naufrágio de 1 navio de uma frota de 11 que provinha do Brasil
34. 1663 – 10.º Naufrágio de 1 navio de uma frota de 11 que provinha do Brasil.
35. 1663 – 11.º Naufrágio de 1 navio de uma frota de 11 que provinha do Brasil. Este acontecimento provoca a interdição real da arribada em Angra.
36. 1674 – Naufrágio de uma embarcação de origem holandesa, de 50 canhões.[7]
37. 1690 - (26 de Março), Naufrágio sobre a amarra de uma nau destinada a Cabo Verde, carregada com sinos e cal destinados à construção de uma igreja.
38. 1690 - A 26 de Março perde-se, a leste do Porto Judeu, uma nau-caravela portuguesa com destino a Cabo Verde, carregada de cal, morreram os seu 22 tripulantes.
39. 1693 – Naufrágio da nau Santo Christo Caravaer, ao largo da ilha de Santa Maria.
40. 1694 – Naufraga a cerca de 25 léguas a leste da ilha Terceira, uma fragata de nacionalidade francesa denominada La Cassandre.
41. 1697 – 1.º naufrágio de uma frota de 4 navios carregados de trigo.
42. 1697 – 2.º naufrágio de uma frota de 4 navios carregados de trigo.
43. 1697 – 3.º naufrágio de uma frota de 4 navios carregados de trigo.
44. 1697 – 4.º naufrágio de uma frota de 4 navios carregados de trigo.
45. 1698 – Junho, último naufrágio documentado no século XVII, o do navio francês St. François, este acontecimento deu origem ao início do “século dos naufrágios franceses”.

## século XVIII
1. Finais do século XVI – Naufrágio de uma nau de guerra de nacionalidade inglesa não identificada, no sítio do Bairro da Ribeira, Calheta.
2. 1702 - (10 de Dezembro), naufrágio da fragata francesa Fla Orbanne, naufraga nos baixios de Angra. Este acidente deixou informações nos livros de óbitos da freguesia da Sé, aquando da inumação dos náufragos dados à costa da cidade.[8]
3. 28 de Novembro de 1706 - Naufrágio da embarcação de nome Sumaca, conhecida também como Balandra York, naufragada na Baía da Calheta, com uma carga de pau brasil e tabaco.
4. 1721 – Dezembro, um navio francês, o Le Elisabeth, naufraga na Baía de Angra. houve náufragos que foram sepultados nos cemitérios da cidade.
5. 1727 – Naufraga a 12 léguas da costa, à nau Rainha Santa, que provinda da Bahia, Brasil.
6. 1750 – Naufrágio da fragata francesa Andromade, provinda de São Domingo.
7. 1762 Afundamento pela força das armas de um navio inglês de 70 canhões, denominada HMS Malborough e proveniente de Havana.
8. 13 de Fevereiro de 1783 – Naufrágio no meio da Baía, junto ao Porto da Calheta da Fragata de guerra inglesa de nome HMS Pallas, que se incendiou e queimou até à borda da água.

## século XIX
1. 1811 – 10 de Março, naufrágio por força de uma tempestade de uma escuna inglesa, a Mirthe que encalha  no areal do Porto Novo.
2. 1811 - 10 de Março, naufrágio por força de uma tempestade de uma escuna inglesa, a Louise na Prainha.
3. 1811 – (4 de Dezembro) - 1.º naufrágio de uma frota de 7 navios, açoitados pelo temporal.
4. 1811 – 4 de Dezembro - 2.º naufrágio de uma frota de 7 navios, açoitados pelo temporal.
5. 1811 – 4 de Dezembro - 3.º naufrágio de uma frota de 7 navios, açoitados pelo temporal.
6. 1811 – 4 de Dezembro - 4.º naufrágio de uma frota de 7 navios, açoitados pelo temporal.
7. 1811 – 4 de Dezembro - 5.º naufrágio de uma frota de 7 navios, açoitados pelo temporal.
8. 1811 – 4 de Dezembro - 6.º naufrágio de uma frota de 7 navios, açoitados pelo temporal.
9. 1811 – 4 de Dezembro - 7.º naufrágio de uma frota de 7 navios, açoitados pelo temporal.[9]
10. 1815 – (10 de Março), por força de uma tempestade encalha uma escuna inglesa, a Belle of Plymouth, no areal do Porto Novo.
11. 1817 – Naufrágio junto da costa ao bater num recife costeiro frente à freguesia de São Mateus o barco São José do Bonfim.
12. 1819 - A 7 de Janeiro, encalha na costa junto à freguesia de Santa Bárbara uma embarcação de cabotagem. Morrem 6 tripulantes.
13. 1821 – 2 de Março, Naufrágio no Porto da Calheta do Brigue português de nome Conceição e Almas registado na praça de Ponta Delgada, ilha de São Miguel.
14. 1829 - A 11 de Agosto foi afundada a tiro de canhão, dentro da Baía da Praia da Vitória, uma lancha de desembarque. Neste acontecimento morreram 120 granadeiros.
15. 1831 - A 17 de Abril, Naufrágio de uma escuna da armada liberal que provinha da ilha do Pico.
16. 1836 -  Naufrágio junto a costa do Zimbral uma galé, tendo-se posteriormente recuperado a sua âncora.
17. 1845 – Outubro, naufraga em viagem para Angra, um barco de cabotagem local com 15 pessoas a bordo.
18. 1846 - A 8 de Março, naufrágio junto à Ponta da Queimada de uma lancha que provinha da Calheta (Açores)Calheta. Morrem 27 pessoas.
19. 1846 - A 7 de Janeiro naufrágio da chalupa inglesa Ellen.
20. 1849 – A 17 de Dezembro, naufrágio da escuna Sofia que embate contra na encosta sul do Monte Brasil.
21. 1852 - A 5 de Janeiro, naufraga na Baía das Águas o brigue dinamarquês Odin.
22. 1856 - (1 de Março), naufrágio de uma galé inglesa Europe, que encalha na Prainha.
23. 1856 – (6 de Janeiro), naufrágio da escuna Leonor que estava acurada no Porto de Velas. Naufragou provocando a morte a todos os tripulantes.
24. 1857 - A 14 de Novembro, naufrágio Ponta da Queimada do patacho Abrigada.
25. 1858 – (19 de Janeiro), por acção de uma tempestade naufraga a escuna portuguesa denominada Palmira.
26. 1858 – 19 de Janeiro, por acção de uma tempestade naufraga o patacho português (Desengano).
27. 1858 – (23 de Janeiro), por acção de uma tempestade naufraga a escuna inglesa Daring.
28. 1859 – (Novembro) naufrágio do patacho micaelense Falcão que embate conta os rochedos da ilha de Santa Maria.
29. 1860 - A 7 de Setembro, naufrágio na Vila da Praia da Vitória do patacho americano Huner.
30. 1861 – Entre 25 e 26 de Janeiro, por acção de uma tempestade naufraga a escuna Gipsy, destinada à carga da laranja que encalhada na Prainha.
31. 1861 - Entre 25 e 26 de Janeiro, por acção de uma tempestade naufraga o patacho Micaelense, destinado à carga da laranja, barco com de 111 toneladas.
32. 1861 - Entre 25 e 26 de Janeiro, por acção de uma tempestade naufraga o patacho Adolin Sprague, destinado à carga da laranja, com 211 toneladas.
33. 1861 - Entre 25 e 26 de Janeiro, por acção de uma tempestade naufraga, a escuna inglesa Wave Queene, destinado à carga da laranja, com 75 toneladas.
34. 1861 - Entre 25 e 26 de Janeiro, por acção de uma tempestade naufraga o lugre Destro Açoriano, destinado à carga da laranja, com 224 toneladas.
35. 1862 – (10 de Maio) Naufrágio da escuna inglesa Claud, comandada pelo Capitão William.
36. 1863 - (18 de Fevereiro), naufrágio da escuna Breeze.
37. 1864 – (1 de Janeiro) Naufrágio do brigue alemão Johanna, da praça de Hamburgo.
38. 1864 – (Março) naufrágio de uma embarcação desconhecida que sofre um incêndio e se afunda quase de imediato próximo da ilha de Santa Maria.
39. 1864 – Naufrágio da escuna inglesa Gurden Rebow.
40. 1864 – (12 de Outubro), naufrágio do brigue Washington.
41. 1864 – Maio, naufrágio no Porto da Calheta da Barca francesa de nome Mont-Ferran. Tratava-se de um navio negreiro carregado com uma carga de linhaça.
42. 1864 – (5 de Novembro) Naufrágio do primeiro navio a vapor na Baía de Angra, o navio inglês Run'Her.[10]
43. 1865 - A 27 de Janeiro, naufrágio na Ponta do Negrito da escuna inglesa Clio.
44. 1867 - (11 de Fevereiro), naufrágio da galé inglesa Ferozepore.
45. 1867 – 26 de Janeiro, naufrágio junto da Ponta do Açougue, 400 metros a Oeste do Porto da Calheta, logo abaixo Igreja Matriz, do Brigue francês de nome Rosélie.
46. 1870 – 26 de Dezembro, junto à Fajã da Caldeira de Cima, Ilha de São Jorge, naufraga o lugre Spindrift, embarcação de origem inglesa.
47. 1871 – (13 de Novembro) naufraga na ilha de Santa Maria, a somente 50 metros da costa, o vapor espanhol Canárias, sofre um incêndio e se volte sobre si próprio.
48. 1872 - (4 de Agosto), naufraga na Baía de angra o primeiro navio de origem alemã, o patacho Telegraph.
49. 1872 - Na véspera de Natal, 1.º naufrágio causado pelo temporal, de um bote francês na Ponta do Tamão, Ribeirinha,
50. 1872 - Na véspera de Natal, 2.º naufrágio causado pelo temporal, de um bote francês na Ponta do Tamão, Ribeirinha,
51. 1878 - (16 de Fevereiro), o vapor Lidador de nacionalidade brasileira, encalha no Cais da Figueirinha.
52. 1884 – (Abril) Naufrágio algures entre a ilha de São Jorge e a ilha de São Miguel, do iate União.
53. 1888 – (29 de Janeiro) naufraga na Vila do Porto da barca norueguesa Saga, provinda da Jamaica.
54. 1888 – 9 de Novembro, naufrágio no sítio das “Três Pedras", a 400 metros do Porto da Calheta de um falucho de nacionalidade portuguesa, de nome Amizade.
55. 1893 - Devido a um ciclone, naufraga a embarcação Segredo dos Açores.
56. 1896 – (10 de Setembro) Naufrágio da Mariana, algures entre a ilha Terceira e o Porto da Calheta na ilha de São Jorge. Neste naufrágio, morreram 13 pessoas.
57. 1896 – (13 de Outubro), sob a força do “vento Carpinteiro”, naufraga o patacho Fernão de Magalhães, de 180 toneladas,
58. 1896 – 13 de Outubro, sob a força do “vento Carpinteiro”, naufraga o lugre Príncipe da Beira, de 275 toneladas
59. 1896 – 13 de Outubro, sob a força do “vento Carpinteiro”, naufraga o lugre Costa Pereira, de 196 toneladas.

## século XX
1. 1906 – (30 de Setembro), naufraga o iate Rio Lima, que dá à costa no baixinho do Portinho Novo.
2. 1909 - Naufrágio do RMS Slavonia junto à ilha das Flores, navio de origem inglesa.
3. 1911 – (26 de Junho) Naufrágio no varadouro das Cinco Ribeiras o vapor de pesca União de 227 toneladas. É ainda é possível ver a sua caldeira e restos da sua estrutura.
4. 1912 – (8 de Fevereiro) Naufrágio a cerca de 45 milhas da ilha do Faial, do iate inglês Norma B. Strong, de 157 toneladas de arqueação e com 6 tripulantes a bordo.
5. 1915 - (25 de Maio) Naufrágio no Canto do Areal, Fajã Grande, Ilha das Flores, da barca Francesa Bidart.
6. 1916 – (31 de Maio) Naufrágio a 30 milhas da ilha Graciosa, da chalupa francesa Saint Louis, de 320 toneladas e com um carregamento de sal destinado à Terra Nova.
7. 1921 – (28 de Abril) Naufrágio na Baía das Águas do lugre de 405 toneladas Maria Manuela, com 11 tripulantes e comandado pelo capitão Fernando Velha.
8. 1922 – (15 de Junho), naufrágio a 205 milhas a leste da ilha de São Miguel do lugre Santa Maria. Salvando-se os seus 15 tripulantes.
9. 1922 – (31 de Outubro) naufrágio a 14 milhas a sul de Ponta Delgada do vapor italiano Teit, de 5396 toneladas, salvaram-se os seus 36 tripulantes.
10. 1925 – (15 de Janeiro) naufraga a 80 milhas da ilha de São Miguel o iate Autonómico Açoreano, da praça de Ponta Delgada.
11. 1925 – (16 de Junho) Naufrágio na Ponta de São Fernando, o lugre dinamarquês Aero, de 275 toneladas.
12. 1927 – (23 de Setembro) naufraga o patacho Terceirense a cerca de 25 milhas da ilha Graciosa.
13. 1928 – (3 de Outubro) naufraga a 50 milhas da ilha do Faial, o vapor alemão Maria Pinango.
14. 1943 – Naufrágio, vítima da Segunda Guerra Mundial e do mau tempo, na Grota do Vale, de um vapor inglês, carregado de material de guerra.
15. 1945 - (11 de Novembro) naufrágio por encalhamento na baía da Fajã do Negro, ilha de São Jorge, de um navio de reabastecimento da marinha inglesa, denominado "Irisky".
16. 1958 – (19 de Setembro) encalha no Baixio dos Anjos, ilha de Santa Maria, o navio de cabotagem inter-insular N. M. Arnel, morrendo 13 pessoas neste incidente.
17. 1961 – (18 de Fevereiro) encalha na Ponta do Marvão, ilha de Santa Maria, o petroleiro norueguês Velma, partindo-se posteriormente o casco em dois.
18. 1981 – (13 de Fevereiro) naufraga o petroleiro da Sacor, João da Nova, uma embarcação com 600 toneladas de arqueação e com 50 metros de comprimento. Afunda-se entre a ilha Terceira e a ilha de São Miguel. Deste barco ainda existe uma pintura (ano 2010) no paredão do Porto de Pipas.
19. 1996 (na noite de 25 para 26 de Dezembro) - Encalhe da embarcação Fernão de Magalhães, destinada a cabotagem inter-ilhas e destas com o continente português pela acção do temporal.[11]